# Rolf H. Adler
Rolf Hermann Adler (* 19. Februar 1936 in Bern) ist ein Schweizer Psychosomatiker und Psychoanalytiker.

## Leben und Wirken
1936 wurde Rolf H. Adler in Bern geboren. Hier studierte er Medizin. Nach dem Staatsexamen 1962 war er Assistent an der Medizinischen Universitätsklinik Bern und an der Psychiatrischen Klinik in Münsingen. Prägend für die folgende Zeit war für ihn eine Fortbildung in Psychosomatik von 1967 bis 1969 bei George L. Engel an der University of Rochester, N.Y.
1971 begann Adler als Oberarzt in Bern die Psychosomatik als Querschnittsdisziplin zu stärken. Gleichzeitig absolvierte er eine psychoanalytische Ausbildung. 1978 wurde er Chefarzt des Zentrums für Geriatrie und Rehabilitation in der Medizinischen Abteilung im C. L. Lory-Haus am Berner Inselspital. 1997 erfolgte seine Ernennung zum Ordinarius für Innere Medizin, insbesondere Psychosomatik, 1998 zum Vorsteher des Departements Innere Medizin, Sozial- und Präventivmedizin sowie Psychosomatik. 
2001 wurde Adler emeritiert und er arbeitete anschliessend teilzeitlich in einer Privatpraxis.

## Werke (Auswahl)
- Die Bedeutung von Staphylococcus pyogenes aureus im ausgewaschenen Sputum bei Pneumonie und chronischer Bronchitis. Diss. med. Bern 1965.
- Fritz Meerwein (Hrsg.): Einführung in die Psycho-Onkologie. Huber, Bern 1991.
- Einführung in die biopsychosoziale Medizin. Schattauer, Stuttgart 2005.
- Von der Biomedizin zur biopsychosozialen Medizin. Schattauer, Stuttgart 2014.
- Herausforderung für die Biomedizin: Das biopsychosoziale Konzept. Reflexionen seit der Emeritierung (2001–2016). Schweizer Ärzteverlag, Basel 2017, ISBN 978-3-03754-107-4.[1]
- Faszination beim Schuhkauf. Brief zu Ritzmann I. Risiko in Kinderschuhen. Schweizerische Ärztezeitung 2021;102(26):899. In: Bulletin des médecins suisses. 2021;102(2930):958, DOI:10.4414/bms.2021.20010.